# Траян (Ясси)
Траян (рум. Traian) — село у повіті Ясси в Румунії. Входить до складу комуни Біволарі.
Село розташоване на відстані 355 км на північ від Бухареста, 40 км на північ від Ясс.

## Населення
За даними перепису населення 2002 року у селі проживали 195 осіб, усі — румуни. Усі жителі села рідною мовою назвали румунську.